# Léon de Montesquiou
Pour les articles homonymes, voir Montesquiou.
Le comte Léon de Montesquiou de Fézensac, né le 12 juillet 1873 à Briis-sous-Forges et mort pour la France le 25 septembre 1915 à Souain, est un essayiste et militant royaliste et nationaliste français. Le comte de Montesquiou fut l'un des principaux représentants du mouvement l'Action française et collaborateur de la Revue d'Action française (puis L'Action française) jusqu'à la Grande Guerre avec, notamment, Georges Valois, Jacques Bainville, Louis Dimier, Marie de Roux et Léon Daudet. Il a également été le secrétaire général de la Ligue d'Action française.

## Biographie
Fils d'Odon de Montesquiou Fezensac et de la princesse Marie Bibesco, Il est le petit-fils de Napoléon de Montesquiou-Fezensac et celui du prince Georges III Bibesco, souverain de Valachie.
Après l'obtention de son baccalauréat, Léon de Montesquiou s'oriente vers des études juridiques. Entre 1894 et 1895, il effectue son service militaire au sein du 115e régiment d'infanterie et assiste à la dégradation du capitaine Dreyfus. Il soutient une thèse de doctorat en 1899 avec une Etude sur la suppression du duel. Il s'inscrit au barreau mais ne plaida jamais, préférant poursuivre sur une carrière militaire. 
Il adhère à l'Action française le 20 juin 1899 lors de la première réunion publique du mouvement tout en restant républicain.
En 1900, il est promu sous-lieutenant de réserve et adhère à la Ligue de la patrie française.
Selon Charles Maurras, c'est vers  août 1901, que Léon de Montesquiou se convertit au royalisme au prix d'une abondante correspondance entre les deux hommes.
En décembre 1902, le comte de Montesquiou est nommé président du conseil d'administration de l'Action française avant d'être secrétaire général de la Ligue d'Action française en 1905.

### Pendant l'affaire Dreyfus
Lorsque la Cour de cassation annule la condamnation du capitaine Dreyfus le 12 juillet 1906, Léon de Montesquiou participe aux campagnes antidreyfusardes de l'Action française. Cela lui vaut un avertissement de la part du ministère de la Guerre qui le place sous surveillance. Il est mis à pied le 16 mai 1907 pendant un an pour son militantisme politique en contradiction avec son devoir de réserve. Il obtient le soutien du général Donop et du commandant Guignet. Le 3 septembre 1907, il est « révoqué de son grade et de son emploi par décision ministérielle ».
On lui doit plusieurs ouvrages patriotiques (anti-dreyfusards, anti-germanistes) des plaidoyers pour un nationalisme intransigeant et des ouvrages de type révisionnistes sur la défaite de 1870. Montesquiou défend la restauration monarchique (la raison d'État) comme seule solution aux « dérives » démocratiques et à la montée de l'individualisme qui caractérise, selon lui, la Troisième République.

### Avant-guerre
Lors de la création de l'Institut d'Action française en 1906, la chaire « Auguste Comte » lui est confiée.
Après la campagne contre l'annulation de la condamnation du capitaine Dreyfus, Léon de Montesquiou s'investit pour lancer, en mars 1908, le quotidien L’Action française, dont Henri Vaugeois est le directeur politique.
À l'instar de Charles Maurras, Montesquiou tente de concilier le système politique d'Auguste Comte avec ses idéaux royalistes et le catholicisme. Son interprétation du positivisme associe « l'ordre » comtien et la « sociocratie » à un conservatisme qu'il rapproche des idées des penseurs de la contre-révolution et à l'œuvre du sociologue Frédéric Le Play. Montesquiou fait sienne certaines maximes du père du positivisme telles : « La soumission est la base du perfectionnement » ou « Les vivants seront toujours et de plus en plus gouvernés nécessairement par les morts » qui, sans leur contexte d'origine, viennent renforcer l'argumentaire de la doctrine d'Action française et lui conférer un statut scientifique.
Le 27 novembre 1911, il affronte en duel Georges Breittmayer.

### Sur le front
En 1914, il se porte volontaire et l'armée le réintègre officiellement grâce à une sollicitation de Maurras auprès de Raymond Poincaré.
Propagandiste infatigable, défenseur des traditions et exégète d'Auguste Comte reconnu par ses pairs (comme Pierre Lasserre), Montesquiou meurt prématurément au combat en 1915 alors qu'il sortait d'une tranchée. Deux mois après, il reçoit la croix de guerre et fut cité à l'ordre de l'armée :

« Tombé glorieusement le 25 septembre 1915 alors que sa compagnie venait d’enlever un centre de résistance ennemi et de capturer une section de mitrailleuses. »

Il est inhumé au cimetière militaire de Suippes.
Il n'était pas marié et n'a pas laissé d'enfant.

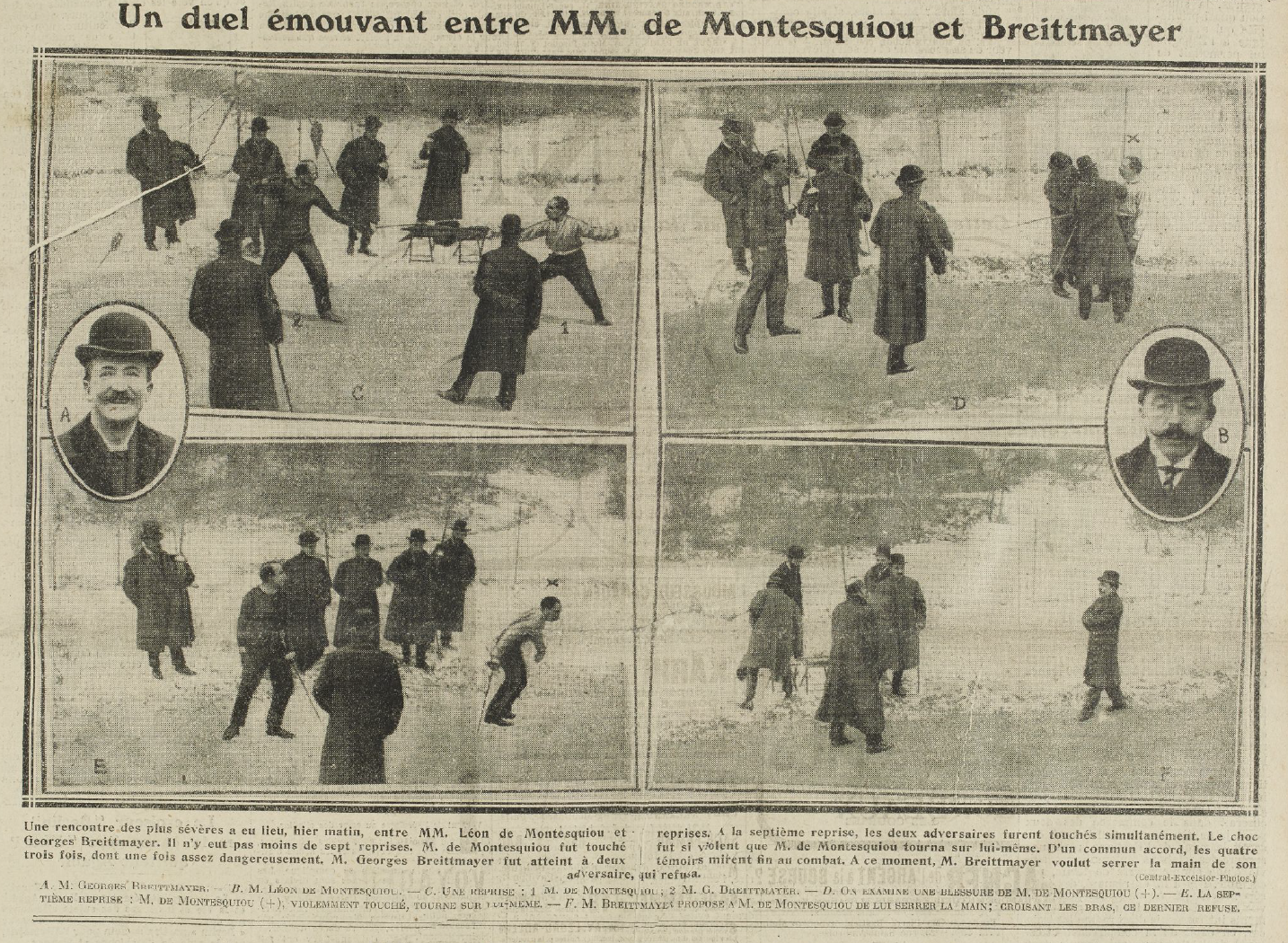
Duel entre Léon de Montesquiou et Georges Breittmayer le 27 novembre 1911.
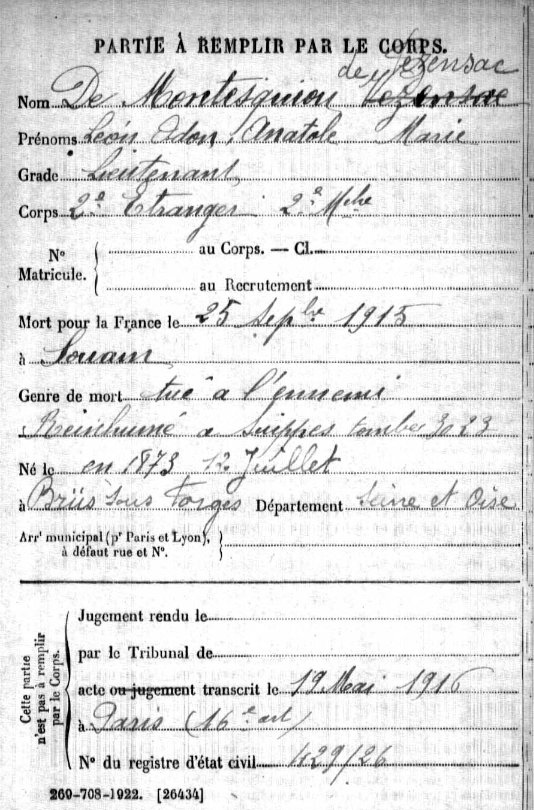
Léon de Montesquiou, mort pour la France, le 25 septembre 1915.

## Distinctions
- Croix de guerre 1914–1918

## Publications
- Le Salut public, Paris, Plon-Nourrit et Cie, 1901.
- La Raison d’État, Paris, Plon, 1902.
- La Thèse sociale de ″l'Étape″. Conférence donnée aux matinées littéraires, artistiques et scientifiques de Bruxelles, le 25 février 1903 (sur le roman L’Étape de Paul Bourget), Paris, F. Levé, 1903.
- (et al.) Nos Traditions nationales, comment les défendre ? Avec le compte rendu de la 1re réunion de l'″Entente nationale″ tenue à la salle de la Société de géographie, le 8 juillet 1904. Lettre de M. Paul Bourget. Conférence de M. Léon de Montesquiou. Discours de MM. le Dr Le Fur, Rondeau, Marc Sangnier, Copin-Albancelli, H. de Larègle, de Lamarzelle, Paris, Tardy-Pigelet, 1904.
- Les Raisons du nationalisme, Paris, Plon-Nourrit et Cie, 1905 ; rééd. La Délégation des siècles, 161 p., 2021  (ISBN 979-8490902027)
- Ma révocation, Paris, Éditions de l’Action française, 1907.
- « Préface », Louis de Bonald, Considérations sur la Révolution française. L'émigration. L'aristocratie et la noblesse. Le gouvernement représentatif. Le traité de Westphalie. L'équilibre européen. La fin de la Pologne. Notice sur Louis XVI. La question du divorce. La société et ses développements. Pensées, Paris, Nouvelle librairie nationale, 1907.
- L'Antipatriotisme et la République dans les manuels scolaires. Conférence faite à Lille le 5 mars 1910, Paris, Bureaux de l’Action française, 1910.
- Le système politique d’Auguste Comte, Paris, Nouvelle librairie nationale, 1910.
- Le réalisme de Bonald, Paris, Nouvelle librairie nationale, 1911 ; rééd. La Délégation des siècles, 135 p., 2021  (ISBN 979-8773866688)
- De l'Anarchie à la Monarchie, Paris, Bureaux de l’Action française, 1911.
- Auguste Comte. Quelques principes de conservation sociale, Paris, Bureaux de l’Action française, 1911.
- La Noblesse. Suivi d'extraits de Blanc de Saint-Bonnet sur le même sujet, Paris, Bureaux de l’Action française, 1911.
- L’œuvre de Frédéric LePlay. Suivie de pensées choisies de nos maîtres : Joseph de Maistre - Bonald - Auguste Comte - Balzac - Taine – Renan, Paris, Nouvelle librairie nationale, 1912.
- Le Contrat social de J.-J. Rousseau, Paris, Institut d’Action française, 1912.
- Bonald. Une philosophie contre-révolutionnaire, Paris, Bureaux de l’Action française, 1913.
- Les consécrations positivistes de la vie humaine, Paris, Nouvelle librairie nationale, 1913.
- Notes sur la Roumanie, Paris, Nouvelle librairie nationale, 1914.
- 1870. Les causes politiques du désastre, Paris, Nouvelle librairie nationale, 1914 ; rééd. La Délégation des siècles, 163 p., 2023  (ISBN 979-8387624544). A lire sur Gallica https://gallica.bnf.fr/ark:/12148/bpt6k57583225
- Les débats sur l’armée en France (1867-1870) et en Prusse (1860-1866), Paris, Ligue d’Action française, 1917.
- Les origines et la doctrine de l'Action française, Paris, Ligue d’Action française, 1918.